# Glypta densa
Glypta densa är en stekelart som beskrevs av Setsuya Momoi 1970. Glypta densa ingår i släktet Glypta och familjen brokparasitsteklar. Inga underarter finns listade i Catalogue of Life.